# 仙台89人
仙台89人（日：仙台89ERS）是位於宮城縣仙台市的職業籃球隊，主場館為仙台Xebio體育館。球隊名稱取自這座城市的建立年份，即1889年，其營運單位為「仙台89ERS股份有限公司」。球隊創立於2005年，目前隸屬於日本職業籃球聯盟B.LEAGUE東區。

## 概要

### 球隊特色
仙台89ERS的主場位於仙台市，該市同時也是日本棒球機構（NPB）的「東北樂天金鷲」以及日本職業足球聯賽（J聯盟）的仙台維加泰的主場。因此，仙台這三支職業運動隊伍彼此間在縣內爭取贊助資源：在贊助金額上主要集中於樂天金鷲，在贊助商數量上則以維加泰為多，導致仙台89ERS在廣告收入方面相對脆弱。由於這樣的經營基礎薄弱，球隊在Bj聯盟時代自成立以來便持續處於虧損狀態。（目前的B聯盟透過俱樂部執照制度，對財務狀況施以更嚴格的管理與指導。）
雖然在bj聯盟時代起，仙台89ERS的球員登錄人數相對於聯盟其他球隊較少的賽季較多，但球隊作為2005年誕生的日本第一個職業籃球聯盟——bj聯盟的「原創六隊」之一起步，並在2007-08賽季中取得東區第一的佳績。此外，球隊也成功爭取到其首個主要贊助商（胸口廣告贊助）。球隊的營運費用方面，bj聯盟首個賽季（2005-06）的經費約為2億1000萬日圓，而B聯盟首個賽季（2016-17）則增至約4億1800萬日圓（參見「仙台的體育－職業運動隊伍」）。
89ERS在假日主場比賽的觀眾中，女性佔了過半數，以30多歲的族群最多，其次是20多歲。相較之下，樂天金鷲隊在平日夜場比賽的觀眾則是男女各半，以40多歲最多，其次是30多歲；而在貝加爾塔仙台的比賽中，則以男性佔多數，觀眾年齡層以30多歲最多，其次為40多歲。由此可見，89ERS的觀眾層偏向年輕，且女性比例較高。
因應2011年3月11日發生的東北地方太平洋近海地震（東日本大震災）影響，仙台89ERS於3月17日透過官方網站宣布將暫停一年活動。隨後，球團表示2011-12賽季將「在經濟等條件允許的情況下」參與聯賽，最終在開季前正式獲准參賽並堅持整個賽季，成為在地震與海嘯災難中，為仙台市民與宮城縣民帶來希望與勇氣的重要象徵之一。
在B聯盟創立初期，球隊被分配至頂級的B1聯盟，但前述的長期赤字問題不僅影響經營，也波及戰力面如陣容編制及教練團招募，導致球隊僅一年便降至B2聯盟。降級當年戰績依舊不振（詳見「歷史」段落）。2018年度起，球隊經營權由總部位於仙台市的營養補充品製造商「Bodyplus International」接手，開始進行經營重整。在俱樂部工作人員的努力下，球隊最終成功轉虧為盈，並在由德勤會計事務所分析各隊經營實力的「B聯盟經營管理指數」中，連續4個賽季榮獲B2聯盟首位的佳績。

2023年11月10日，總部設於仙台市的不動產顧問公司Kasumigaseki Capital取得了仙台89ERS約83.5%的股份，將其納為子公司。此次資本重組強化了球團的營運基礎，球隊也邁入全新階段，朝著預定於2026-27賽季啟動的「「B.League Premier」」目標前進。

### 球衣贊助商
- 球衣正面：霞丘資本（左肩）、上升氣流（中央）
- 球衣背面：山屋（日语：やまや）（背號上方）霞丘資本（球員姓名下方）
- 球褲：深松集團（右前腰部）宮城豐田集團（日语：宮城トヨタ自動車）（右前大腿上方）、七十七銀行（日语：七十七銀行）（右前大腿中央）

### 歷代球衣
| HOME                      | HOME      | HOME      | HOME                      | HOME                      |
| ------------------------- | --------- | --------- | ------------------------- | ------------------------- |
| 2016 - 18                 | 2018 - 21 | 2021 - 22 | 2022 - 23 · NINERS Yellow | 2023 - 24 · NINERS Yellow |
| 2024 - 25 · NINERS Yellow |           |           |                           |                           |
|                           |           |           |                           |                           |

| AWAY      | AWAY      | AWAY      | AWAY      | AWAY      |
| --------- | --------- | --------- | --------- | --------- |
| 2016 - 18 | 2018 - 21 | 2021 - 22 | 2022 - 23 | 2023 - 24 |
| 2024 - 25 |           |           |           |           |
|           |           |           |           |           |

| Other                                 | Other                           | Other                           | Other                       | Other                           |
| ------------------------------------- | ------------------------------- | ------------------------------- | --------------------------- | ------------------------------- |
| 2016 - 17 · TOHOKU SMILE              | 2017 - 18 · BLACK NINERS DAY    | 2018 - 19 · 3rd · NINERS Yellow | 2018 - 19 · CRIMSON RED DAY | 2019 - 20 · 3rd · NINERS Yellow |
| 2019 - 20 · 4th · SENDAI GREEN        | 2020 - 21 · 3rd · NINERS Yellow | 2021 - 22 · 3rd · NINERS Yellow | 2022 - 23 · 3rd             | 2023 - 24 · 3rd · SENDAI GREEN  |
| 2024 - 25 · 3rd · 俱樂部創立 · 20週年 |                                 |                                 |                             |                                 |
|                                       |                                 |                                 |                             |                                 |

### 啦啦隊
- 89ERS Cheers（日语：89ERSチアーズ）(※直到2018-19賽季，曾由「東北啦啦隊經紀與學院」派遣） 過去曾存在的表演隊伍[12]

### 吉祥物
- 蒂娜（Tyna）

一隻小雄獅，生日為8月9日，身高189cm，體重89kg。

## 歴史

### bj聯賽

#### 2005-06賽季
在bj聯盟的初年度2005-06賽季，仙台89ERS在浜口炎總教練的指導下，以開幕選秀首輪選中來自仙台的控球後衛日下光為核心，並由外援前鋒馬馬杜·迪奧夫、安德烈·拉里、麥可·傑克森等人共同領軍，負責得分、籃板和出場時間等工作。
賽季初，球隊一度排名聯賽第一，但隨著賽季的進行，排名逐漸下滑，且在賽季中段因迪奧夫受傷未能上場，球隊也陷入了困境。賽季後期，球隊引入了前福岡新銳的後衛上山博之，還有曾效力於美國ABA聯賽的前鋒吉米·米金斯。最終，在與愛媛維京人的季後賽資格爭奪戰中，仙台成功超越對手，以18勝22敗的成績排名第四，順利進入季後賽。球隊的攻防核心麥可·傑克森被選為賽季最佳五人之一。
在季後賽中，仙台在首輪對陣大阪七福神時敗北，隨後在三四名決定戰中敗給東京阿帕契，最終以第四名結束了初年的賽季。

#### 2006-07賽季
球隊在季後賽資格爭奪戰中一路奮戰至最後，但未能成功晉級，未能實現連續兩季進入季後賽的目標。

### B.LEAGUE

#### 2023-24賽季（B1 東區）
賽季標語：「GRIND」
這是藤田執教的第3個賽季。小林、岡田、澤邉、青木、渡邊、拉肖恩·托马斯、奈森·布思、片岡共8名選手續約，特別指定球員渡部也轉為正式合約。新加入的有來自島根、以防守見長的阿部諒來自宇都宮、曾入選韓國各級代表隊的亞洲外援梁宰珉，以及來自西班牙聯賽皇家貝蒂斯籃球俱樂部、現役烏克蘭國家隊球員弗拉基米爾·格倫等3名球員。開季後因托馬斯受傷（詳述如下），緊急以短期合約簽下德沃恩·華盛頓與埃里克·墨菲，並以球隊首次「青訓特別名額」（短期）從仙台U18登錄阿部真冴橙。球隊最多時達14人陣容，由青木擔任隊長，渡邊延續擔任場外隊長，以「勝率五成」為目標挑戰B1的第3個賽季。
例行賽開打前，球隊在例行的東北盃中奪得第二次冠軍，士氣高昂迎接開幕戰，但首週遭遇東京電擊與大阪七福神連敗。第3週作客千葉噴射機的第一戰中拿下賽季首勝，接著擊敗主場對群馬雷鶴、作客信州勇士、主場對橫濱海盜的第一戰，創下自升格至B1以來的首度四連勝。然而在對千葉噴射機的比賽中，澤邉圭太左腳受傷（12月底復出），而托马斯則於對群馬的比賽中右大腿後側拉傷，繼上賽季後再次長期離隊，自11月7日至2月6日列入傷兵名單。上述的華盛頓與墨菲正是在這種情況下緊急補強而來。此外，岡田於12月中旬起離隊（2月才公布病情與復原期，4月下旬復出），渡邊也連續3季受傷（1月初回歸），導致球隊難以維持完整戰力。雖然接連被傳統強隊澀谷陽光搖滾、三河海馬與佐賀氣球橫掃，但仍擊敗前季冠軍琉球，靠壓哨球戲劇性贏球。阿部諒逐漸展現王牌實力，布斯在來日第2年穩定投射命中率，赫倫展現卓越籃板能力，三人為核心努力拼戰，最終以12勝16敗（勝率.428）迎接明星賽中場休息，相較前季同期有所提升。
後半季，球隊在主場連勝川崎勇者雷霆，但隨後吞下4連敗。之後雖偶有輸球，但未再出現三連敗以上的低潮，加上托馬斯重返戰線，全隊咬緊牙關，即便小林、片岡也陸續受傷，仍苦撐戰局。3月下旬作客擊敗茨城機器人後，提前確保B1殘留資格。之後再擊敗中區首位的三遠新鳳凰、連兩季進入季後賽的島根魔術，以及上季全敗的Levanga北海道，雖最終未能達成總勝率五成及主場勝率五成目標，但在B1的磨練下實力持續精進，最終以27勝33敗（勝率.450），東區8隊中排名第6、全體24隊中第16名作收。本季中，布斯的三分命中率達43.2%，赫倫平均籃板數11.983個，雙雙榮獲個人數據第2名，表現可圈可點。
觀眾動員方面，受2023年FIBA世界盃中日本男籃成功自力取得巴黎奧運參賽資格的激勵，以及人氣籃球動畫電影《THE FIRST SLAM DUNK》長期上映帶動全國籃球熱潮，本季觀眾表現亮眼。即便在座位與設施款待面存在疑慮的「Kamei體育館」舉行的4場比賽中，仍能吸引約5,000名觀眾，整體而言創下球隊史上首次主場30戰全場爆滿總入場人數突破12萬（131,194人，連兩季突破10萬），達成「B聯賽」參賽條件之一——平均每場觀眾人數4,000人以上。
賽季結束後，率隊重返B1並穩定定著、帶隊3季的藤田總教練宣布離任前往大阪七福神；球員方面，發揮主力實力的阿部諒轉隊至澀谷陽光搖滾，出戰全部60場並於禁區表現亮眼的弗拉基米爾·格倫也轉戰大阪七福神，兩位本季表現關鍵球員皆離隊。此外，托馬斯離隊，於桶谷大體制下效力6季的熊本沃特斯，澤邉圭太轉隊熊本沃特斯，岡田轉隊滋賀，渡部琉轉戰廣島蜻蜓，小林遥太轉隊奈良雄心，而本季以練習生身份隨隊的猪狩渉則轉戰青森熱力。

#### 2024-25賽季（B1 東區）
賽季標語：「GRIND」
這是慶祝「俱樂部創立20周年」的紀念賽季。繼藤田教練離任後，曾在桶谷體制下擔任六季助理教練的仙台市本地人落合嘉郎晉升為主教練。球員方面，青木、渡邊、片岡、ヤン、ブース五名球員續約，並引進了來自群馬的落合嘉郎與白鷗大學的舊徒弟星野曹樹，來自京都的半澤凌太，來自大阪曾在JBL2的TGI D-RISE與落合嘉郎合作過的多嶋朝飛，來自長崎的Tariki Dickson Jr，來自熊本的石橋侑磨，來自信州的斯坦頓·基德，以及來自西班牙格拉納達職業籃球俱樂部的現役巴西國家隊球員克里斯蒂亞諾·費利西奧，共七名新成員。賽季中途，11月中旬來自長崎的仙台市本地人荒谷裕秀加入，12月中旬特別指定選手新沼康生也加入，該選手剛贏得了全日本大學籃球錦標賽。2月，仙台U18的阿部真冴橙和丹野路和作為青年發展特別選手加入，球隊最大戰力擴展至16人。青木繼續擔任隊長，球隊將挑戰B1的第四個賽季。
在常規賽開幕前，球隊成功連續奪得東北杯。儘管在天皇杯三輪賽的最終戰敗北，但通過整個季前賽取得了連勝，順利迎接賽季開始。然而，賽季上半場，球隊常常在第一節就被對手控制局面，未能逆轉比賽，或者在下半場攻擊停滯，遭遇逆轉。經歷了兩次六連敗等重大連敗後，儘管主場僅僅獲得3勝，球隊以7勝23敗的成績結束上半賽季，處於顯著的負戰績中。

## 外部連結
- Team website （页面存档备份，存于） （日語）